# Принстон (Западна Вирџинија)
Принстон (енгл. Princeton) град је у америчкој савезној држави Западна Вирџинија.

## Демографија
По попису из 2010. године број становника је 6.432, што је 85 (1,3%) становника више него 2000. године.
| Група             | 2000.         | 2010.         |
| Белци             | 5.818 (91,7%) | 5.789 (90,0%) |
| Афроамериканци    | 394 (6,2%)    | 403 (6,3%)    |
| Азијати           | 27 (0,4%)     | 51 (0,8%)     |
| Хиспаноамериканци | 33 (0,5%)     | 69 (1,1%)     |
| Укупно            | 6.347         | 6.432         |